# صموئيل إتش سميث (مبشر)
صموئيل إتش سميث (بالإنجليزية: Samuel H. Smith)‏ هو مبشر أمريكي، ولد في 13 مارس 1808 في تونبريدج في الولايات المتحدة، وتوفي في 30 يوليو 1844 في ناوفو في الولايات المتحدة.